# Siena
Ez a szócikk az olasz városról szól. Az olasz megyét lásd a Siena megye cikk alatt.
Siena város és alapfokú közigazgatási egység, azaz község Olaszországban, Toszkána régióban, az azonos nevű megye székhelye; három összefüggő dombon fekszik, Firenzétől 70 kilométerre. a Siena-Colle di Val d’Elsa-Montalcinói főegyházmegye, korábban a Sienai főegyházmegye érseki székvárosa. A nagy idegenforgalmat lebonyolító kereskedő- és iskolaváros lakóinak száma 54 498. Európa egyik legnagyszerűbb gótikus városa. Sienát a hagyomány szerint Senus, Romulus unokaöccse alapította. Belvárosát az UNESCO a világörökség részévé nyilvánította.

## Nevének etimológiája
A sienai magaslaton először az etruszkok hoztak létre települést Saina/Seina néven. A római hódítás utána város neve Saena (Iulia v. Etruriae) lett. Mai olasz neve ebből ered. A középkorban létezett egy Senay formájú magyar névváltozata is.

## Eredetmondája
A helyi legenda szerint, amit először a 16. században jegyeztek le, a várost Remus fiai, Senius és Aschius alapították, miután apjuk megölése miatt el kellett hagyniuk Rómát. A két testvér egy fekete és egy fehér lovon menekült, ezért lett a város zászlaja és címere fekete-fehér. A város neve is Senius nevéből származik. Ez a legenda alapozza meg azt is, hogy a városban sokfelé saját jelképként ábrázolják a Romulust és Remust tápláló római nőstényfarkast.

## Történelem
A várost a régészeti leletek tanúsága szerint az etruszkok alapították, Róma Augustus idején hódította meg. A római korban viszonylag jelentéktelen település maradt, mert az akkori fő kereskedelmi útvonalak elkerülték. A kereszténység is csak a 4. században ért el ide. A lombardok hódítása kedvező változást hozott a város számára, mivel akkoriban a régi római útvonalak, mint a Via Aurelia és a Via Cassia a bizánci támadások hatókörébe kerültek, így a lombard állam új, biztonságosabb utakat alakított ki északi területei és Róma között, amelyek Sienát is érintették. A kereskedelem fellendült, és a Rómába utazó zarándokok forgalma is jelentősen hozzájárult a város felvirágzásához.
A 7. században püspöki és lombard uralkodói székhely. A 9. században frank grófi birtok, Pipin és Nagy Károly idején sok frank lovagi család telepedett le és épített várat a környéken. Jelentős településsé a 12. században fejlődött. A 13. században mint császárpárti, azaz ghibellin város harcba keveredett a pápapárti, azaz guelf Firenzével, és azt 1260-ban Montapertinél le is győzte. Kereskedőtársaságaiknak – főleg a Buonsignoriknak – bukása miatt a város hanyatlásnak indult. Az 1348. évi pestisjárvány tovább súlyosbította helyzetét; azonban szellemi és művészeti vonzerejét megtartotta. 1399-ben Siena a milánói herceg (Gian Galeazzo) uralma alá került. A 14–15. század fordulóján ismét önálló városállam, s virágzásnak indul. 1555-ben V. Károly német-római császár zsoldosai – 18 hónapnyi ostrom után – bevették a várost, majd néhány év múlva Siena I. Cosimo de’ Medici, Toszkána nagyhercege terjeszkedő politikájának esett áldozatul.

## Kultúra

### Építészet
Az ősi város mai arculata ugyanolyan, amilyennek a 13. és 14. században tervezték és formálták. Katedrálisát, a Santa Maria Assuntát a 12. század közepén kezdték építeni, Nicola és Giovanni Pisano részvételével. Oldalhomlokzata egyszerű fekete-fehér csíkozású márványburkolata tisztán megőrizte a középkori formákat. A jobb oldalhomlokzat mellett magasodik a pisai-lombard stílusú harangtorony. Gótikus temploma még a San Domenico-templom (13–15. század) és az 1326-ban alapított San Francesco-templom, amit a 17. század közepén barokk stílusban építenek át. A Piazza del Campón emelkedik – a 13. század végén–14. század elején épült, a háromosztatú, gótikus ablakokkal díszített, fölül pártázatos lőrésekkel koronázott téglaépítmény –, a Palazzo Pubblico (a városháza), ami mára múzeum. A város képtára – a Pinacoteca Nazionale – a Palazzo Buonsignori 14. századi gótikus épületében kapott helyet.

### Festészet
Sienában alkotott Duccio di Buoninsegna, kinek fő műve a „Maesta”, melyet 1308–1311 között festett és a dóm főoltárára szánt. Egyik oldala a trónoló Madonnát, a másik Krisztus életének történetét ábrázolja. Simone Martini és Pietro Lorenzetti gótikus iskolát alapított a városban; finom vonalvezetésük és gondosan válogatott színárnyalataik a városháza festményein tanulmányozhatók; később itt dolgozott Giovanni di Paolo Rucellai és Sassetta. Reneszánsz vonások jelennek meg Jacopo della Querciának a Fonte Gaiához készített reliefjein (1409–1419).

### Szobrászat
A Battistero San Giovanni (gótikus keresztelőkápolna, 1317–1380) közepén álló márvány keresztelőmedencét Jacopo della Quercia tervezte az 1420-as években késő gótikus-kora reneszánsz stílusban. A domborműveket is ő, valamint Lorenzo Ghiberti és Donatello készítette. Domenico Beccafumi, a manierista stílusú művész nem kis részt vállalt a katedrális kövezetének végső kialakításában.

### Palio
A város idegenforgalmának és kulturális életének legjelentősebb rendszeres eseménye az évente legalább két alkalommal megrendezésre kerülő sienai palio, azaz a középkori eredetű, különleges, kosztümös lovasverseny a város történelmi központjában. A számos hasonló olaszországi palio-rendezvény közül ez vonzza a legtöbb látogatót.

## Sport
Labdarúgó csapata az AC Siena, amely az A osztályban játszik.
Kosárlabda-csapata a Montepaschi Mens Sana Basket Siena Archiválva 2008. június 8-i dátummal a Wayback Machine-ben, amely 1994 óta játszik az A ligában. A középmezőnyben töltött első évek után, mára az olasz bajnokság, és Európa meghatározó csapata lett. Legjobb eredményei: Saporta Kupa-győztes (2001-02), háromszoros olasz bajnok (2003-04, 2006-07, 2007-08), háromszoros olasz Szuper Kupa-győztes (2004-05, 2006-07, 2007-08), Euroliga 3. hely (2007-08), Euroliga 4. helyezett (2003-04).

## Közlekedés
Siena több fontos főút találkozásánál fekszik. Firenze felé az RA3 autópálya kapcsolja össze a várost az A1-es autópályával. Róma az SS73, majd SS326 2x2 sávos kiépítés alatt lévő úton keresztül az A1-es autópálya felé érhető el. A nehézgépjármű forgalom elől a település területét védik, ezért számukra az elkerülő utat kell igénybe venni.
Sienaban 15 viszonylatban közlekednek helyijáratos autóbuszok. A történelmi városnegyedben kisbuszok szállítják az utasokat.
A város regionális jelentőségű repülőtere Sovicille településen (Ampugnano területén) található. A vasútvonalak közül csak helyi regionális vasútvonal találhatóak Empoli, Chiusi és Grosseto viszonylatban.
A parkolás a városfal környezetében felfestett jelentős számú fizetős parkolózónában lehetséges.

## Testvérvárosai
- Németország Weimar
- Németország Wetzlar
- Franciaország Avignon
- Olaszország L’Aquila[3]

## A város szülöttei
- Agostino Agazzari zenész
- III. Sándor pápa
- VII. Sándor pápa
- Cecco Angiolieri költő
- Domenico Beccafumi festő

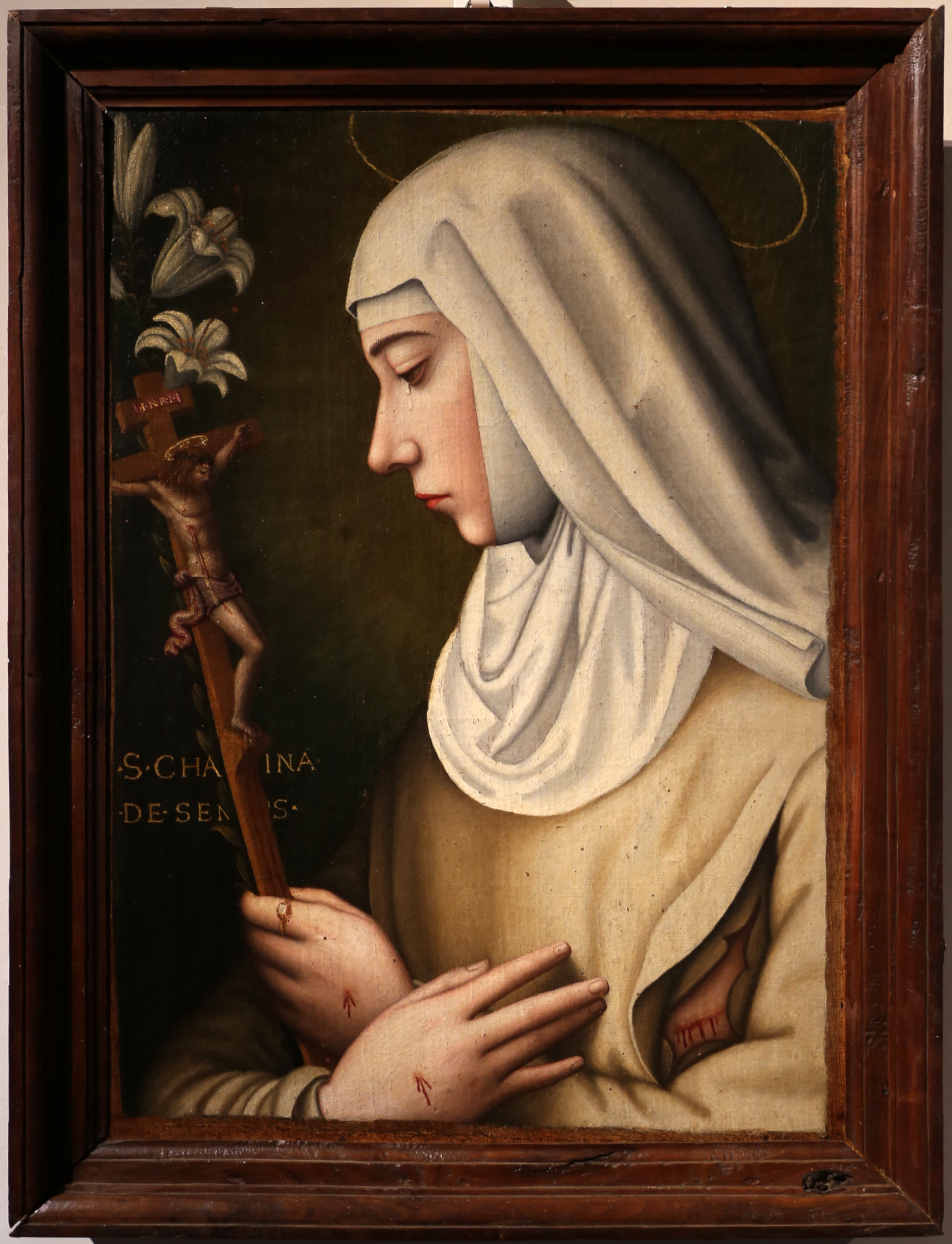
Plautilla Nelli: Sziénai Szent Katalin

- Ranuccio Bianchi Bandinelli archeológus
- Vannoccio Biringuccio mérnök, kémikus
- Jacopo della Quercia (1371/1374 - 1438), szobrász.
- Lorenzo Monaco festő
- Giovanni di Paolo festő
- Simone Martini festő
- III. Piusz pápa
- Enea Silvio Piccolomini császári tábornok (1643–1689)
- Gianna Nannini énekesnő
- Sziénai Szent Katalin (április 29.) (Siena, 1347. március 25. - Róma, 1380. április 29.

## Fordítás
Ez a szócikk részben vagy egészben a Siena című angol Wikipédia-szócikk ezen változatának fordításán alapul.  Az eredeti cikk szerkesztőit annak laptörténete sorolja fel. Ez a jelzés csupán a megfogalmazás eredetét és a szerzői jogokat jelzi, nem szolgál a cikkben szereplő információk forrásmegjelöléseként.